# Stenus teter
Stenus teter är en skalbaggsart som beskrevs av Notman. Stenus teter ingår i släktet Stenus och familjen kortvingar. Inga underarter finns listade i Catalogue of Life.